# 尾嵴腹囊海龍
尾嵴腹囊海龍（学名：Microphis caudocarinatus），為輻鰭魚綱棘背魚目海龍魚科腹囊海龍屬的其中一種，該物種分布於亞洲新幾內亞的淡水或半鹹水水域，體長可達6.8公分，卵胎生。